# زبان مانیپوری
زبان مانیپوری با بیشنوپریا مانیپوری زبانی از خانواده زبانی چینی تبتی است که در منطقه آسام، مانیپور، تریپورا و نیز بخش‌هایی از بنگلادش و میانمار قریب به ۱۱۵٫۰۰۰ نفر گویشور دارد. نیمی از واژگان این زبان قرضی بوده که عمدتاً از سنسکریت و فارسی به آن راه یافته‌اند. شمار دیگری نیز منشا انگلیسی دارند. این زبان گویش‌های متعددی دارد و به الفبای دیواناگری نوشته می‌شود.